# Pena canonica
Una pena canonica è una sanzione prevista dal diritto canonico.
Il sesto libro del Codice di diritto canonico è dedicato alla disciplina delle pene. La parte prima del libro è dedicata alle pene in generale, la seconda alle pene previste per i singoli delitti.

## Pene latae sentenziae e ferendae sententiae
Quanto alle modalità di irrogazione della pena, il Codice di Diritto Canonico opera una prima distinzione tra pene inflitte latae sententiae e pene inflitte ferendae sententiae.
Mentre le prime vengono irrogate per la sola commissione di un delitto, le seconde possono essere irrogate solo con la pronuncia di una sentenza. In base all'articolo 1318 del Codice di diritto canonico, il legislatore non dovrebbe commininare pene latae sententiae se non eventualmente contro qualche singolo delitto doloso, che o risulti arrecare gravissimo scandalo o non possa essere efficacemente punito con pene ferendae sententiae.

## Tipizzazione giuridica
Le pene previste sono:
- censura,
- sospensione,
- interdetto e scomunica,
- ammonizione preventiva (ex ante) o riprensione ex post, in forma orale o scritta (cann. 1341-1342);
- proibizione e ingiunzione dell'obbligo di dimora in un determinato luogo (cann. 1336-1338)[1]
- can. 1336, c. 2: "la privazione della potestà, dell'ufficio, dell'incarico, di un diritto, di un privilegio, di una facoltà, di una grazia, di un titolo, di un'insegna, anche se semplicemente onorifica"[2]. La perdita della potestà di un bene materiale o spirituale è distinta dal "proibire di esercitarla o di esercitarne alcuni atti" (can. 1337, c. 2), intesa come privazione della facoltà. Ad esempio, il citato can. 1336, c. 3 dispone che la pena espiatoria possa consistere nella "proibizione di esercitare quanto si dice al n. 2, o di farlo in un determinato luogo o fuori di esso", e può dunque essere circostanziata a un singolo luogo. Non è più contemplata la privazione del beneficio ecclesiastico;
- il "licenziamento diocesano", alias obbligo di dimissione allo status giuridico clericale;
- varie ed eventuali, vagamente e con ampia discrezionalità del giudicante menzionate mediante con l'espressione di "giusta pena" o -molto meno frequentemente- con l'indicazione di "altre pene espiatorie, che privino il fedele di qualche bene spirituale o temporale e siano congruenti con il fine soprannaturale della Chiesa" (can. 1312).

Non è tipizzato in modo esplicito il divieto di amministrazione passiva di uno o più sacramenti o sacramentali, quale ad esempio il divieto di beneficare della grazia sacramentale eucaristica da parte dei divorziati risposati, sodomiti, scomunicati, fra le altre categorie interdette a vita. 
In determinati casi di particolare gravità, il Codice di Diritto Canonico del 1917 prevedeva il divieto di ingresso in Chiesa, potenzialmente estendibile e applicabile a qualsiasi altro luogo consacrato, ivi compresa anche la nuda terra dei luoghi consacrati all'inumazione dei cristiani battezzati della Chiesa Cattolica. La legge distingueva fra cimiteri confessionali, cattolici, ebrei, misti o di altro tipo per lasciare ad ogni comunità religiosa l'esercizio legittimo della propria autonomia organizzativa e gestionale, sottoponendole aree del demanio destinate a loro dall'amministrazione statale ai riti previsti dal rispettivo ordinamento ecclesiastico interno, laddove esistente.